# Грос-Немеров
Грос-Немеров (нім. Groß Nemerow) — громада в Німеччині, розташована в землі Мекленбург-Передня Померанія. Входить до складу району Мекленбургіше-Зенплатте. Складова частина об'єднання громад Штаргардер-Ланд.
Площа — 21,01 км2. Населення становить 1150 ос. (станом на 31 грудня 2020).

## Галерея

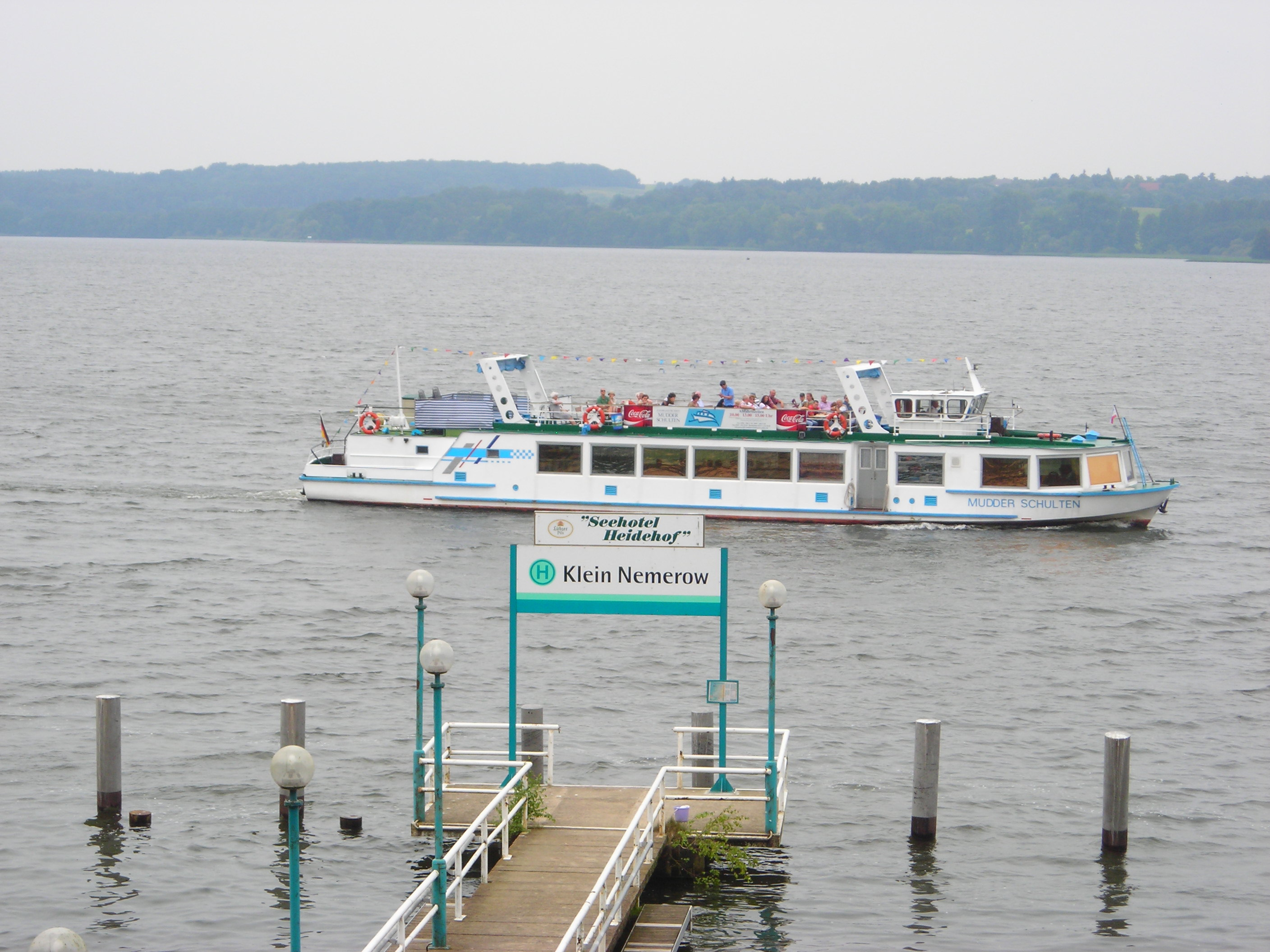